# Eubazus heothinus
Eubazus heothinus är en stekelart som beskrevs av Van Achterberg 2000. Eubazus heothinus ingår i släktet Eubazus och familjen bracksteklar. Inga underarter finns listade i Catalogue of Life.